# Franz Xaver Rewitzer

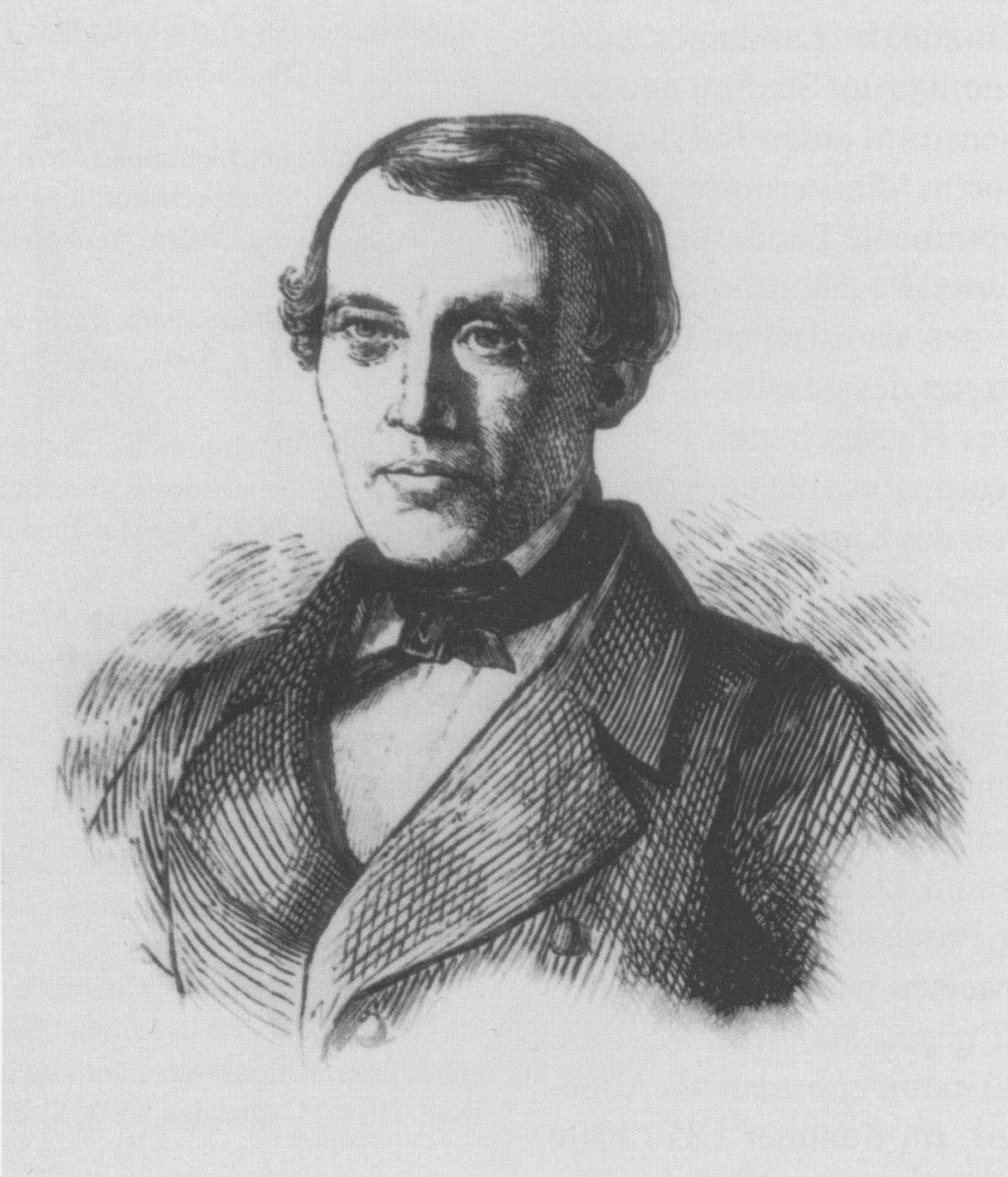
Franz Xaver Rewitzer

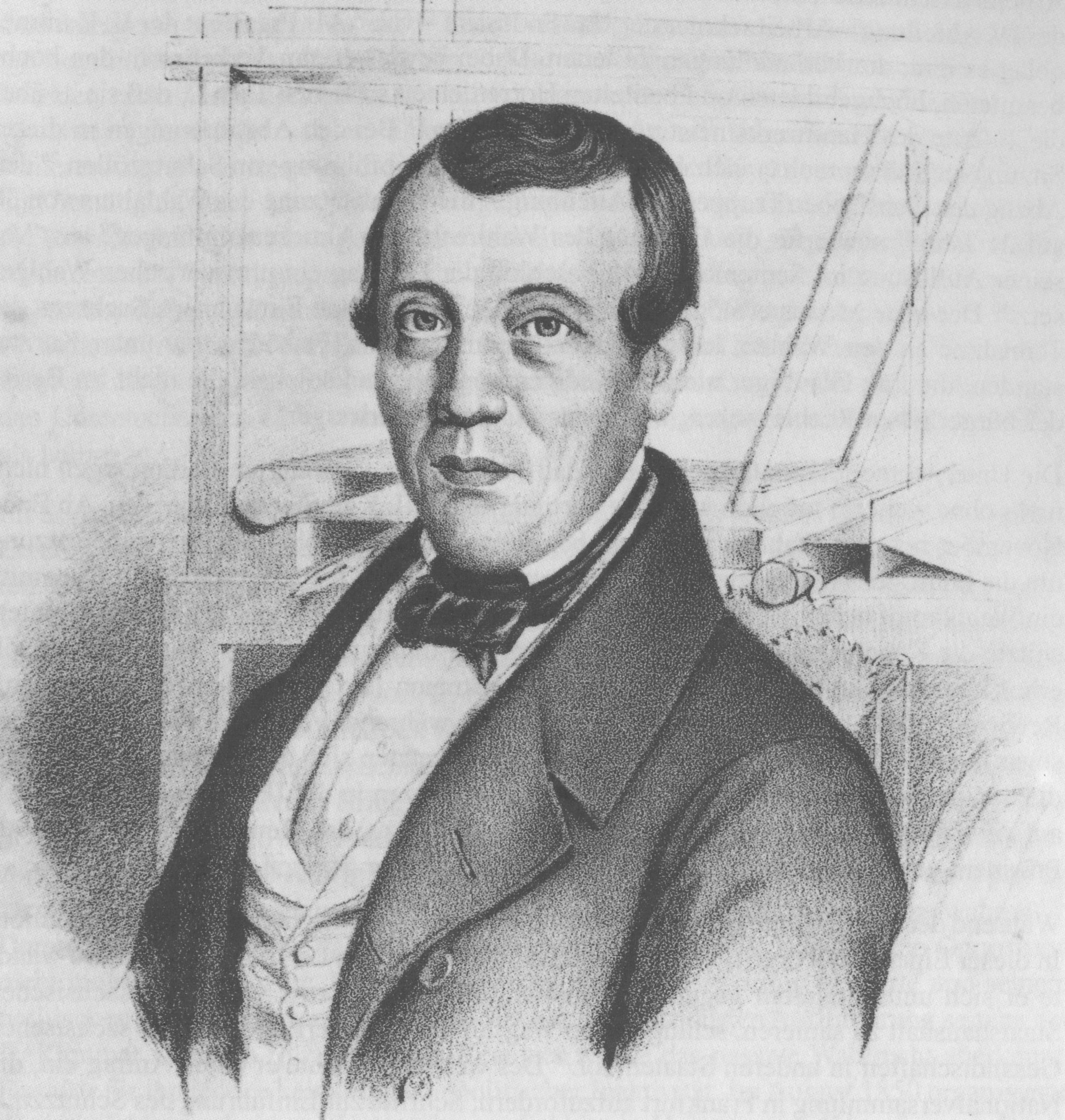
Franz Xaver Rewitzer

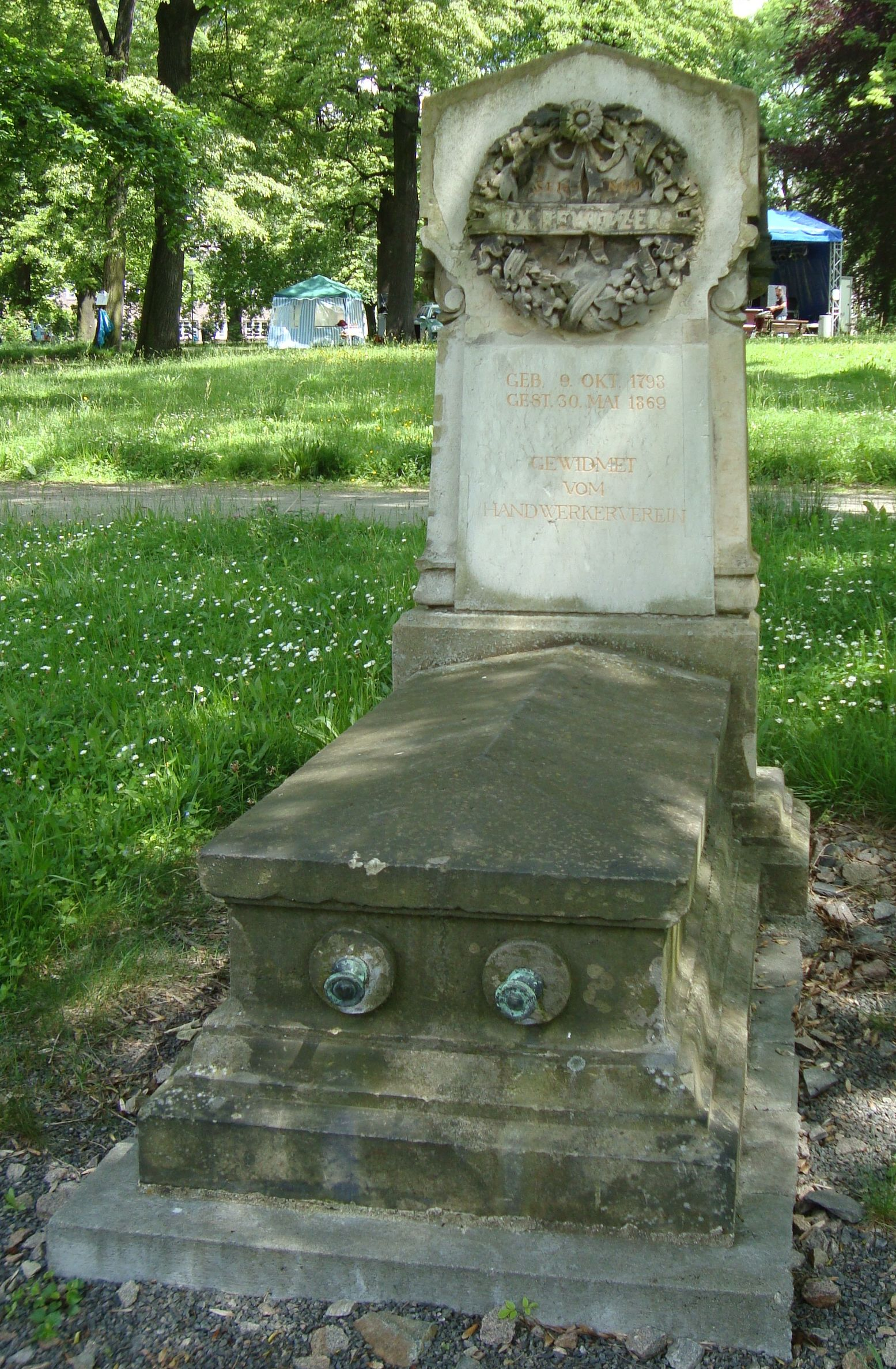
Ehrengrab im Chemnitzer Park der Opfer des Faschismus

Franz Xaver Rewitzer (* 9. Oktober 1798 in München; † 30. Mai 1869 in Chemnitz) war ein liberaler deutscher Politiker. Im Laufe der 1848er Revolution war er kurzzeitig Präsident der II. Kammer des Sächsischen Landtags und Abgeordneter im Frankfurter Vorparlament.

## Leben und Wirken
Der Sohn des Münchner Webermeisters Johann Rewitzer († 1818) und dessen Ehefrau Maria Anna geb. Wiser († 1818) wuchs in einfachen Verhältnissen auf. Eine Schulbildung erhielt er bis zum elften Lebensjahr an einer Bürgerschule seiner Heimatstadt. Aus der Lateinschule wurde er von seinem Vater bereits nach einem Jahr wieder herausgenommen, da er sich trotz absehbarer Stipendien sorgte, nicht für die Ausbildung seines Sohnes sorgen zu können. Stattdessen lehrte er ihn selbst in seinem Handwerksberuf; im Alter von 15 Jahren wurde Rewitzer in den Gesellenstand freigesprochen. Nachdem sein Bruder Matthias 1824 seinen Militärdienst abgeleistet hatte, gingen die beiden Brüder auf Wanderschaft. Ursprünglich planten sie, nach Lyon als Zentrum der französischen Seidenweberei zu wandern, durften aber aufgrund fehlender Ausweispapiere die Grenze zwischen der Schweiz und Frankreich nicht passieren. Somit entschlossen sie sich nun, Chemnitz als Zentrum der sächsischen Weberei und Textilindustrie anzulaufen, um dort einige Zeit zu arbeiten. Eine zweite Wandersreise führte sie über Dresden, Wittenberg, Berlin, Frankfurt (Oder), Breslau, Wien und Prag zurück nach Chemnitz. Nach einer dritten Wandersreise, zu der sie 1830 aufbrachen und sie über Regensburg, Landshut, Salzburg, Triest und München führte, erwarb Rewitzer 1832 das Bürgerrecht von Chemnitz, ließ sich zum Meister sprechen und heiratete Friederike Wilhelmine Hüfner, Tochter eines einheimischen Bürgers.
Gesellschaftlich engagierte er sich im handwerklichen Verein der Stadt und übernahm 1840 dessen Vorsitz. Er begründete die Chemnitzer Webschule. 1838 wurde er in die Stadtverordnetenversammlung gewählt und beeinflusste maßgeblich, dass diese seit 1843 öffentlich tagt. 1844 und 1845 wurde er Vorsitzender der Stadtverordneten. Als im Vormärz die Bewegung des Deutschkatholizismus entstand, die sich gegen die Vormachtstellung Roms innerhalb der katholischen Kirche wandte, begründete er am 2. März 1845 eine Gemeinde in Chemnitz. Von dieser wurde er auf das erste Konzil dieser Bewegung nach Leipzig entsandt. Eine Anerkennung als Religionsgemeinschaft blieb dieser oppositionellen Bewegung, an deren Spitze neben Rewitzer noch Robert Blum in Leipzig und Franz Wigard in Dresden standen, jedoch verwehrt. Zur Konfrontation kam es am 12. August 1845 während des Leipzigbesuchs des Prinzen Johann, bei dem die protestierende Volksmenge unter Anwendung von Schusswaffen auseinandergetrieben wurde.
Im Sommer 1845 wurde er als Vertreter der Stadt Chemnitz in die II. Kammer des Sächsischen Landtags gewählt. Er war der erste Handwerker, dem der Einzug in das sächsische Landesparlament gelang. In der Kammer schloss er sich den Liberalen an. Während des Landtags wurde er zusätzlich in den Stadtrat von Chemnitz gewählt, dem er 1847 bis 1849 angehörte.
Im März 1848 übernahmen einige der führenden liberalen Politiker Ministerposten in Sachsen oder wurden im April in die Frankfurter Nationalversammlung gewählt. Rewitzer selbst gehörte dem Frankfurter Vorparlament an. In der II. Kammer des Sächsischen Landtags blieben nur wenige bereits profilierte Vertreter, die den Geist des gesellschaftlichen Wandels und der 1848er Revolution vertraten und das Präsidium des Hauses übernehmen konnten. In dieser Situation übernahm er die Präsidentschaft der Kammer, Friedrich Wilhelm Pfotenhauer wurde zum Vizepräsidenten gewählt. Beide Sächsischen Kammern traten am 21. Mai 1848 zur Eröffnung des Landtags zusammen. Bereits am 22. Mai wurde ein Entwurf für ein liberaleres Wahlgesetz in den Landtag eingebracht, der aber nicht mehrheitsfähig war. Letztlich wurde am 15. November ein Provisorisches Wahlgesetz eingeführt und daraufhin am 15. Dezember 1848 eine Landtagsneuwahl durchgeführt. Diesem nach liberalen Wahlrecht gewählten Landtag, der von den Demokraten dominiert wurde und von Januar bis April 1849 tagte, gehörte Rewitzer zwar wiederum an, stand ihm aber nicht mehr vor. Adolf Ernst Hensel wurde nun zum Präsidenten der II. Kammer gewählt.
Wegen seines engen Kontakts zur Provisorischen Regierung wurde er während der Restituierung nach dem Dresdner Maiaufstand des Hochverrats angeklagt. Mangels Beweisen musste er allerdings nach dreimonatiger Untersuchungshaft und gegen 800 Taler Kaution freigelassen werden. Ein im 35. Wahlkreis (Limbach) errungenes Mandat für den Landtag konnte er im Oktober 1849 wegen der gegen ihn laufenden Untersuchungen jedoch nicht annehmen. Als die Regierung unter Ferdinand Zschinsky im Sommer 1850 das Wahlrecht vom November 1848 beseitigte und den Landtag nach dem Modus der Sächsischen Verfassung von 1831 wieder zusammenrief, weigerte er sich gemeinsam mit zehn anderen Abgeordneten, das Mandat aus dem Landtag 1848 wieder aufzunehmen. Als er auch nach der dritten Aufforderung in den Landtag zurückzukehren, dieser nicht nachkam, wurde ihm als Repressalie das passive Wahlrecht entzogen. Von der Polizei wurden seine weiteren Tätigkeiten argwöhnisch überwacht. In einem 1851 von der Amtshauptmannschaft Chemnitz erstellten Demokratenverzeichnis findet sich sein Name an erster Stelle.
Er engagierte sich jedoch weiterhin gesellschaftlich und politisch. 1855 war er einer der Gründer der Chemnitzer Gemeinnützigen Baugesellschaft, die durch den Bau von kleinen gesunden Wohnungen die Wohnungsnot zu mindern versuchte. Im September 1857 wurde er auf dem erstmals tagenden sächsischen Gewerbekongress in Riesa für eine Dauer von drei Jahren zu dessen Vorsitzenden gewählt. Im gleichen Jahr zog er wieder in das Chemnitzer Stadtverordnetenkollegium ein. Im 1862 von Handwerkern und Gewerbetreibenden gegründeten Kreditverein mit Vorschußbank für Gewerbetreibende in Chemnitz, der in seinem Wohnhaus im Nikolaigraben 12 etabliert wurde, übte er das Amt des Kassierers aus. An den Kongressen deutscher Volkswirte nahm er 1858 und 1859  teil und stand dabei der 2. Sektion Gewerbewesen vor. Im März 1862 wurde auf seine Initiative hin der Städtische Wahlverein begründet. Am 1. Januar 1863 war er maßgeblich an der Gründung eines Ortsvereins der linksliberalen Deutschen Fortschrittspartei in Chemnitz beteiligt, zu dessen Vorsitzenden er gewählt wurde. Am 12. Februar 1867 wurde er, zusätzlich unterstützt vom Fortschrittsverein und dem Arbeiterbildungsverein, die sich zu einem Wahlkomitee der Freisinnigen Deutschen Partei zusammengeschlossen hatten, als Vertreter des Chemnitzer Wahlkreises in den konstituierenden Reichstag des Norddeutschen Bunds gewählt, wo er sich der Deutschen Fortschrittspartei anschloss. Nachdem im Frühjahr 1867 die Verfassung des Norddeutschen Bundes ausgearbeitet und angenommen wurde, beendete der konstituierende Reichstag seine Tätigkeit. Bei der folgenden Wahl im August 1867 lehnte Rewitzer eine erneute Kandidatur ab.
Rewitzer starb im Mai 1869 in Chemnitz. Im Park der Opfer des Faschismus, dem früheren Johannisfriedhof, erinnert nahe der Zschopauer Straße ein vom Chemnitzer Handwerkerverein gewidmetes Ehrengrabmal an ihn. Im Jahr 2000 wurde es Opfer von Vandalismus, in dem die Sandsteinstele umgekippt und zerbrochen wurde. Eine Restaurierung erfolgte im folgenden Jahr.

## Schriften
- Kann ein Deutschkatholik Mitglied der Stände eines christlichen Landes sein? Und noch ein paar Worte an das deutsche Volk, Grimma 1845
- Petition von 417 Bürgern und Einwohnern zu Chemnitz Eduard Theodor Jäkel und Genossen, die Anerkennung der Deutsch-Katholiken betreffend, 1845